# Марко Ароп
Марко Ароп (енгл. Marco Arop; Картум, 20. септембар 1998.) је канадски атлетичар и светски првак на 800 м на Светском првенству 2023. године.
Ароп је освојио сребрну медаљу у тркама на 800 метара у Токију на Олимпијским играма 2020. и Паризу на Олимпијским играма 2024. када је истрчао лични рекорд од 1:41,20. Овим резултатом тренутно заузима четврто место на ранг листи најбржих тркача на 800 метара у историји, иза Емануела Вањоњија, Вилсона Кипкетера и светског рекордера Дејвида Рудише. Са овим временом, Ароп је такође рекордер Канаде и Северне, Централне Америке и Кариба.

## Рани живот
Породица Ароп побегла је из Судана током грађанског рата 1990-их када је Марко био мали. Своје ране године провео је у стану у Египту са родитељима и три старија брата пре него што су емигрирали у Канаду. Породица је две године живела у Саскатуну (Саскачеван) пре него што се настанила у Едмонтону (Алберта). Аропов почетни интерес била је кошарка. Понуђена му је стипендија Универзитет Конкордија у Едмонтону, али је Марко ипак изабрао атлетику на препоруку свог средњошколског кошаркашког тренера, који је касније признао: „Нисам имао појма да ће Марко бити овако добар“.

## Такмичарска каријера
Ароп је дебитовао на Светском првенству у Дохи 2019. У финале трке на 800 м завршио је као седми.
2021. Ароп се такмичио у дисциплини 800 м на Олимпијским играма 2020. у Токију. Није прошао у финале такмичења, што је било велико разочарење које су он и његови тренери приписали дугогодишњој навици да стартују пребрзо, што је резултирало успоравањем пред крај трке. 
Ароп је 2022. завршио на осмом месту на Светском првенству у дворани у Београду.
Ароп је имао најбрже време у тркама на 800 м у Јуџину, пласиравши се у полуфинале. Трчећи 1:44,28 у финалу, Ароп је освојио бронзану медаљу.  Појављујући се у дисциплини 1.000 м на Херкулисовом митингу у Монаку, поставио је нови национални рекорд од 2:14.35.
Пред Светско првенство 2023. Ароп је био на првом месту светске ранг листе тркача на 800 м. У финалу, Ароп је променио стратегију и тек после 500 м кренуо је у убрзање до првог места и златне медаље.  Убрзо након победе на Светском првенству, Ароп је поставио нови лични рекорд од 1:43,24 на митингу Дијамантске лиге у Сјамену, где је завршио тесно на другом месту иза Емануела Вањоњија. На крају сезоне 2023. трчао је 800 метара на митингу Дијамантске лиге Прифонтејн Класик и поново завршио на другом месту иза Вањоњија, али је ипак поставио нови канадски национални рекорд од 1:42.85.
Ароп је започео своју сезону 2024. трком на 1.000 метара у дворани 4. фебруара у у Бостону. Ароп је победио у времену од 2:14,74, оборивши национални рекорд у дворани из 2014. Ароп је само 0,54 секунде трчао спорије од светског рекорда Ајанлеа Соулејмана од 2:14,20, али је ипак поставио нови рекорд области Северне, Централне Америке и Кариба у овој дисциплини. 
Током Олимпијских игара 2024. Ароп је прошао кроз квалификације и полуфинале до финала трке на 800 метара. 10. августа, Ароп је освојио сребрну медаљу, иза Емануела Вањоњија. Ароп је истрчао нови канадски национални рекорд и нови рекорд области Северне, Централне Америке и Кариба од 1:41,20 и постао четврти најбржи човек у историји на овој дистанци. Ароп је у Паризу завршио само стотинку секунде иза Вањоњија, који је истрчао 1:41,19. 

## Међународна такмичења
| Година                | Такмичење                   | Место                 | Позиција              | Дисциплина            | Резултат              | Белешка |
| Представљајући Канаду | Представљајући Канаду       | Представљајући Канаду | Представљајући Канаду | Представљајући Канаду | Представљајући Канаду |         |
| --------------------- | --------------------------- | --------------------- | --------------------- | --------------------- | --------------------- | ------- |
| 2019                  | Светско првенство           | Доха, Катар           | 7.                    | 800 м                 | 1:45.78               |         |
| 2021                  | Олимпијске игре             | Токио, Јапан          | 14.                   | 800 м                 | 1:44.90               |         |
| 2022                  | Светско првенство у дворани | Београд, Србија       | 8.                    | 800 м                 | 1:47.58               |         |
| 2022                  | Светско првенство           | Јуџин, САД            | 3.                    | 800 м                 | 1:44.28               |         |
| 2023                  | Светско првенство           | Будимпешта, Мађарска  | 1.                    | 800 м                 | 1:44.24               |         |
| 2024                  | Олимпијске игре             | Париз, Француска      | 2.                    | 800 м                 | 1:41.20               |         |